# NGC 5121
NGC 5121 este o galaxie spirală situată în constelația Centaurul. A fost descoperită în 26 iunie 1834 de către John Herschel. Se află la o distanță de 22,1 de megaparseci de Pământ.